# Vol Transbrasil 801
Le vol Transbrasil 801 (TR801/TBA801) était un vol cargo régulier reliant Manaus à São Paulo, au Brésil. Le 21 mars 1989, le Boeing 707 assurant le vol s'est écrasé dans un bidonville densément peuplé de Guarulhos, situé à 2 km de la piste d'atterrissage. L'accident a entraîné la mort des 3 membres d'équipage et de 22 personnes au sol ; prés de 200 personnes ont également été blessées au sol. Il s'agit du premier accident aérien grave survenue à l'aéroport international de São Paulo/Guarulhos, depuis son inauguration en janvier 1985.

## Avion

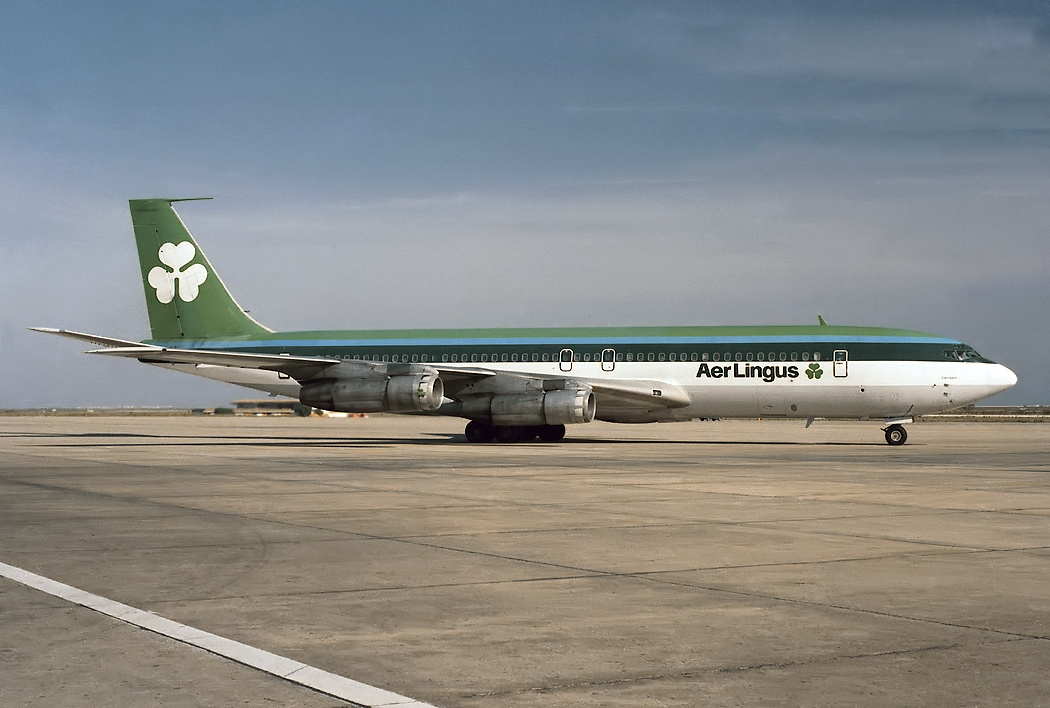
Le 707 impliqué, alors qu'il opérait pour Aer Lingus (EI-ASO), photographié trois ans avant l'accident.

L'aéronef était un Boeing 707-349C en service depuis 22 ans et immatriculé PT-TCS (numéro de série 19354/503). Il était propulsé par quatre turboréacteurs Pratt & Whitney JT3D-3B. Son vol inaugural a eu lieu le 9 juin 1966 et il cumulé 61 000 heures de vol au moment de l'accident.
C'est ce même 707 qui fut utilisé pour le film Airport en 1970, quand il volait encore pour la compagnie Flying Tiger Lines. Il a ensuite été exploité par Aer Lingus, El Al et British Caledonian avant d'être finalement vendu à Transbrasil.

## Accident
L'accident s'est produit à 11 h 54 (heure de Brasilia). Chargé d'assurer la liaison Manaus-São Paulo, le vol 801 effectuait une approche à grande vitesse vers la piste 09R de l'aéroport international de São Paulo/Guarulhos, car la piste devait être fermée dans 6 minutes en raison de travaux d'entretien. L'un des membres de l'équipage a activé les aérofreins par erreur ; l'avion a alors perdu trop de vitesse et est entré en décrochage. L'avion s'est ensuite écrasé dans une zone résidentielle près de la rue Regente Feijó et de la rue Sandovalina, dans le quartier de Jardim Scyntila, à environ 2 km de la piste 09R.
L'avion transportait plus de 15 000 litres de kérosène au moment de l'impact, qui a pris feu immédiatement, entraînant la mort des 3 membres d'équipage à bord et de 22 habitants du bidonvilles ;  en outre, 200 personnes au moins ont du être hospitalisées pour des brûlures multiples. L'avion était chargé de 26 000 kg de téléviseurs et de jouets provenant de la zone franche de Manaus, qui ont tous été détruits dans l'accident.

## Enquête
L'enquête menée à l'époque par le Département de l'aviation civile brésilien a indiqué que l'accident avait été causé par une erreur de l'équipage ; l'avion avait été inspecté deux mois avant l'accident et avait été jugé « apte » à voler.